# Fausto Alvarado
Fausto Humberto Alvarado Dodero (ur. 12 lipca 1950 w Limie, zm. 15 września 2019 tamże) – peruwiański historyk, adwokat, polityk, minister.

## Działalność polityczna
Był peruwiańskim historykiem, adwokatem i politykiem. W latach 1990–1992 oraz 2001–2006 był deputowanym do Kongresu. W okresie od 27 lipca 2002 do 16 lutego 2004 był ministrem sprawiedliwości.